# Новак, Филип (хоккеист)
Филип Новак (чеш. Filip Novák; род. 7 мая 1982, Ческе-Будеёвице, Чехословакия) — чешский хоккеист, защитник. Воспитанник клуба «Ческе-Будеёвице». Всего за карьеру в сборной и клубах провел 855 игр, набрал 320 (61+259) очков.

## Карьера

### Клубная карьера
Филип Новак начал свою профессиональную карьеру в 1999 году в составе клуба WHL «Реджайна Пэтс», выступая до этого за молодёжный состав родного «Ческе-Будеёвице». В следующем году на драфте НХЛ он был выбран во 2 раунде под общим 64 номером клубом «Нью-Йорк Рейнджерс». Карьера Филипа в WHL складывалась очень успешно, и он постоянно попадал в различные символические сборные лиги. 8 марта 2002 года Новак стал частью исторического обмена между «Нью-Йорк Рейнджерс» и «Флоридой», в результате которого «рейнджером» стал Павел Буре.
Ближе к концу своего первого сезона в АХЛ, который он проводил в клубе «Сан-Антонио Рэмпэйдж», Филип получил тяжелейшую травму, окончательно от последствий которой он смог восстановиться лишь в конце 2004 года. Перед началом сезона 2005/06 Новак стал игроком «Оттавы Сенаторз», в составе которой он дебютировал в НХЛ. 8 августа 2006 года Филип подписал контракт с клубом «Коламбус Блю Джекетс». Тем не менее, большую часть сезона Новак вновь провёл в фарм-клубе, поэтому по окончании сезона он принял решение вернуться на родину, где заключил соглашение с родным «Ческе-Будеёвице», с которым стал бронзовым призёром Чешской экстралиги.
Летом 2008 года Филип, несмотря на многочисленные предложения со стороны европейских клубов, подписал контракт с рижским «Динамо». После окончания своего первого сезона в КХЛ Новак отправился на просмотр в подмосковный ХК МВД, с которым заключил соглашение 1 сентября 2009 года. После невероятно успешного сезона в Балашихе, когда команда стала серебряным призёром первенства, лишь в финале уступив казанскому «Ак Барсу», стало известно о расформировании ХК МВД, поэтому Филип последовал примеру многих своих одноклубников и подписал контракт с московским «Динамо».
В сезоне 2010/11 Новак из-за постоянных травм сыграл лишь 25 матчей, в которых набрал 8 (2+6) очков.
Следующие два сезона получились для Новака самыми удачными в карьере, он с «Динамо» дважды подряд выигрывал Кубок Гагарина и золотые медали чемпионата России. После окончания сезона 2014/2015 Новак покинул «Динамо» после 5 сезонов в клубе. Следующий сезон он провел также в КХЛ, играя за братиславский «Слован» ичелябинский «Трактор». Сезон 2016/2017 начал в клубе Экстралиги «Динамо Пардубице», но по ходу сезона вернулся в «Ческе-Будеёвице», с желанием помочь родной команде вновь выйти в Чешскую экстралигу. В 2017 году клуб выиграл чемпионат чешской первой лиги, но в переходном турнире не смог пробиться в Экстралигу. После окончания сезона 2017/2018, в котором «Ческе-Будеёвице» уступил «Кладно» в полуфинальной серии со счетом 1:4, Новак покинул клуб.

### Международная
В составе сборной Чехии Филип Новак принимал участие в юниорском чемпионате мира 1999 года, чемпионате мира среди молодёжи 2002 года, а также в золотом для чехов чемпионате мира в Германии в 2010 году. Также Филип регулярно призывался под знамёна сборной для участия в этапах Еврохоккейтура. Всего за сборную Чехии провел 27 игр, набрал 3 (0+3) очка.

## Достижения
- Чемпион мира 2010.
- Чемпион России и обладатель Кубка Гагарина 2012 и 2013.
- Серебряный призёр чемпионата России и финалист Кубка Гагарина 2010.
- Бронзовый призёр Чешской экстралиги 2008.
- Участник матчей всех звёзд АХЛ 2003, 2006 и 2007

## Статистика
| Легенда | Легенда                    | Легенда | Легенда                   | Легенда | Легенда    |
| ------- | -------------------------- | ------- | ------------------------- | ------- | ---------- |
| И       | Количество проведённых игр | Штр     | Штрафное время            | +/−     | Плюс-минус |
| Г       | Голы                       | П       | Голевые передачи          | О       | Очки       |
| -       | Статистика неизвестна      | —       | Статистика не учитывалась |         |            |

### Международная
| Турнир   | Игр | Г | П | Очк | +/- | Штр |
| -------- | --- | - | - | --- | --- | --- |
| ЮЧМ-1999 | 7   | 1 | 2 | 3   | -1  | 4   |
| МЧМ-2002 | 7   | 0 | 2 | 2   | 0   | 4   |
| ЧМ-2010  | 3   | 0 | 1 | 1   | -1  | 4   |